# Jean Laforgue (1782-1852)
Jean Laforgue (11 janvier 1782 – 6 novembre 1852) était un universitaire français de Dresde. Il reste connu comme arrangeur littéraire pour avoir réécrit et censuré la première édition des Mémoires de Casanova, la seule disponible pendant près d'un siècle et demi, et maintenant dite « édition Laforgue » (1826-1838).

## Biographie
Jean Laforgue est né le 11 janvier 1782 à Marciac, dans le Gers, en France. On trouve parfois les graphies fautives « Jean Lafforgue » ou « Jean Laforge ».
De 1822 à 1827, il fut professeur de français à l'Académie des Nobles de Dresde (Ritterakademie, académie militaire).
En 1825, il se vit confier le manuscrit original des Mémoires de Casanova par son détenteur, l'éditeur Friedrich Arnold Brockhaus, afin de préparer son édition française officielle. Une lettre de la maison Brockhaus (communiquée dans l'édition Garnier 1880) expliquera en 1867 : « La rédaction de mon édition originale, je veux dire la correction et le jugement des passages à supprimer ou à changer, a été confiée à votre compatriote M. Laforgue, résidant comme professeur de la langue française à Dresde. »
Son adaptation du manuscrit fut profonde et est aujourd'hui décriée autant pour son style plat que pour ses falsifications. Sur la forme, il modernisa l'orthographe des mots et des noms, mais réécrivit aussi l’essentiel du texte dans un français considéré plus clair et plus pur. Sur le fond, il modifia le texte selon deux axes : d'une part, une atténuation générale des passages jugés licencieux, bien qu'à l'inverse des passages jugés trop elliptiques furent clarifiés ; d'autre part et surtout, Laforgue modifia, ajouta, et retrancha des phrases ou passages entiers, selon ses convictions anticléricales et républicaines, le texte de Casanova étant jugé trop favorable au christianisme et à l'Ancien Régime, et trop hostile à la Révolution de 1789 et à la démocratie. Cette version du texte est à présent référée comme « édition Laforgue » dans les études casanovistes.
Vers 1831, Laforgue rendit le manuscrit à Brockhaus, amputé à l'insu de l'éditeur de quatre chapitres dont le sort demeure inconnu. C'est pourquoi même les éditions modernes du texte véritable contiennent encore le texte de Laforgue pour ces quatre chapitres.
De 1832 à 1851, Laforgue reprit ses cours à la Ritterakademie de Dresde.
Jean Laforgue est mort le 6 novembre 1852 à Dresde, en Allemagne. Il était chevalier de la Légion d'honneur.

## Sources
Sources consultées
- Antoine-Alexandre Barbier, Joseph-Marie Quérard, et al., Dictionnaire des ouvrages anonymes, éd. Féchoz et Letouzey, 1889, p. 152 en ligne
- Giacomo Casanova, Mémoires de J. Casanova de Seingalt, éd. Garnier Frères, [1880], t. I, « Nhttpotice » de Garnier, p. III en ligne
- Giacomo Casanova, Histoire de ma vie, éd. Robert Laffont, coll. Bouquins, 1993, t. I, « Préface » de Francis Lacassin, p. II, et « Biographie d'un manuscrit » de Helmut Watzlawick, p. XXIV
- Ted Emery, Casanova Research Page, Dickinson College, Department of French and Italian, users.dickinson.edu/~emery, « Editions of the Histoire de ma vie », consulté en avril 2008
- Philippe Monnier, Venise au XVIIIe siècle, éd. Complexe, 2001, p. 272 en ligne
- Pages casanoviennes, n° 3, 1925, p. 86

Source non consultée mais indiquée
- Charles Samaran, « Jean Laforgue, “arrangeur” français des Mémoires de Casanova (Marciac 1782-Dresde 1852) », Annuaire-Bulletin de la Société de l'histoire de France 1970-1971, p. 75-86 ; repris en brochure du même titre, Paris : C. Klincksieck, 1972.
- Jacques Barnouin, Pierre-Henri Ardonceau et Bernard Deubelbeiss, De Marciac à Venise en passant par Casanova, in : Le fabuleux destin de Marciac, p. 93-94, Éditions Un Autre Reg'Art, Albi, France, 2014